# 7월 25일
7월 25일은 그레고리력으로 206번째(윤년일 경우 207번째) 날에 해당한다.

## 사건
- 918년 - 왕건이 고려를 건국하다.
- 1261년 - 미카일 8세가 동로마 제국의 고도 콘스탄티노폴리스를 수복하다.
- 1457년 - 프랑스 왕 앙리 2세가 대관.
- 1593년 - 프랑스 왕 앙리 4세가 개신교에서 천주교로 개종하다.
- 1894년 - 청일 전쟁 발발하다.
- 1943년 - 제2차 세계대전의 이탈리아 장군이었던 무솔리니가 국왕에 의해 해고되다.
- 1966년 - 대한민국 강원도 홍천군 내촌면에서 일어난 산사태로 17명이 매몰되어 사망하다.
- 1978년 - 세계 최초의 시험관 아기인 루이즈 브라운이 영국에서 태어나다.
- 2000년 - 파리를 출발해 뉴욕으로 향하는 에어프랑스 4590편 콩코드기가 이륙하기 위해 활주로를 활주하던 중 타이어 폭발로 화재가 발생, 이륙 후 추락하여 113명이 사망하다.
- 2005년 - 대한민국, 이건희 상성 회장이 뇌물수수 등에 대해 수록된 안기부 도청문건에 대해 공개 사과하다.
- 2007년 - 탈레반 한국인 납치 사건: 배형규 목사가 살해되다.
- 2008년 - 마지막 강의로 유명한 랜디 포시 교수가 췌장암으로 사망하다.
- 2012년 - 조선민주주의인민공화국 관영 매체인 조선중앙TV는 김정은의 부인이 리설주임을 처음 공식적으로 밝히다.
- 2014년 - 아마존닷컴이 스마트폰 파이어폰(Fire Phone)을 출시하다.
- 2020년 - FBI가 샌프란시스코 주재 중화인민공화국 영사관에 은신한 군사 연구원을 체포하다.

## 문화
- 1920년 - 《폐허》가 창간됐다.
- 1939년 - 경춘선이 개통됐다.
- 1867년 - 카를 마르크스가 《자본론》 1권을 완성하다.
- 1992년 - 스페인 바르셀로나에서 1992년 하계 올림픽 개막.
- 2011년 - 일본 지상파 아날로그 방송이 동북 3현을 제외하고 모두 완전히 종료되다.
- 2012년
  - 도둑들 영화가 개봉했다.
  - 파닥파닥 영화가 개봉했다.
- 2021년 - 2020 도쿄 올림픽에 출전하는 대한민국 여자 양궁팀이 올림픽 9회 연속 금메달이라는 대기록이 세워졌다.

## 탄생
- 1562년 - 일본 센고쿠 시대의 무장 가토 기요마사. (~1611년)
- 1803년 - 독일의 작곡가 페르디난트 바이어. (~1863년)
- 1805년 - 스코틀랜드의 스카치 위스키 브랜드 조니 워커. (~?)
- 1831년 - 조선의 제25대 국왕 철종. (~1864년)
- 1848년 - 영국의 전 수상 아서 밸푸어. (~1930년)
- 1852년 - 대한제국의 초대 황제 고종. (~1919년)
- 1894년 - 사라예보 사건의 범인 가브릴로 프린치프. (~1918년)
- 1897년 - 일제강점기의 가수 윤심덕. (~1926년)
- 1903년 - 대한민국의 한글학자 정태진. (~1952년)
- 1905년 - 스웨덴의 정치가 다그 함마르셸드. (~1961년)
- 1907년 - 러시아의 시인, 작가 바를람 샬라모프. (~1982년)
- 1909년
  - 대한민국의 조직폭력배, 기업인 선우영빈. (~1978년)
  - 미국의 슈퍼센티네리언 엘리자베스 프랜시스. (~2024년)
- 1910년 - 대한민국의 축구 선수 김용식. (~1985년)
- 1919년 - 영국의 과학자이며, 가이아 이론 창시자 제임스 러브록. (~2022년)
- 1922년 - 미국의 물리학자 존 B. 구디너프. (~2023년)
- 1932년 - 아일랜드의 경영학자 찰스 핸디. (~2024년)
- 1934년
  - 대한민국의 군인 출신 통일운동가 임동원.
  - 대한민국의 비전향장기수 장병락. (~2009년)
  - 대한민국의 정치인 구종태.
  - 대한민국의 정치인 이정규. (~2022년)
  - 일본의 성우 타테카베 카즈야. (~2015년)
- 1937년 - 대한민국의 교육인 홍성대.
- 1938년 - 대한민국의 군인 출신 정치가 조찬형. (~2025년)
- 1945년 - 대한민국의 정치인 허태열.
- 1947년 - 대한민국의 성우, 배우 이수나.
- 1959년 - 대한민국의 목사, 변호사, 목회자 이민아. (~2012년)
- 1960년
  - 대한민국의 성우 김혜경.
  - 대한민국의 정치인, 국회의원 염태영.
- 1961년
  - 대한민국의 언론인, 정치인 배종호.
  - 대한민국의 배우 양미경.
  - 미국의 베이시스트 맷 비저넷.
- 1962년
  - 대한민국의 야구 선수 김훈기 (~2009년)
  - 대한민국의 정치인 태영호.
  - 대한민국의 문학자 김정훈.
- 1963년 - 일본의 성우 우가키 히데나리.
- 1965년
  - 대한민국의 가수 이병철.
  - 대한민국의 배우 차미경.
- 1966년
  - 일본의 성우 타카기 와타루.
  - 일본의 전 축구 선수 야마구치 사유리.
- 1967년 - 미국의 배우 맷 르블랑.
- 1969년 - 일본의 전 축구 선수 다나다 신.
- 1971년
  - 대한민국의 배우 양정아.
  - 대한민국의 래퍼 겸 가수 및 작사가 김석민.
  - 대한민국의 배우 김승수.
  - 대한민국의 금융인, 정치인 제윤경.
- 1972년 - 일본의 축구 선수 오카노 마사유키.
- 1973년 - 대한민국의 법조인 겸 변호사 백성문.
- 1974년 - 일본의 성우 카시이 쇼토.
- 1977년 - 대한민국의 전 야구 선수, 현 야구 코치 경헌호.
- 1978년 - 대한민국의 성우 조현정.
- 1979년
  - 대한민국의 가수 이지영 (빅마마).
  - 대한민국의 뮤지컬 배우 박소연.
- 1980년 - 대한민국의 전 축구 선수, 축구 지도자 차두리.
- 1981년
  - 멕시코의 권투 선수 크리스티안 베하라노.
  - 일본의 축구 선수 고마노 유이치.
- 1982년
  - 대한민국의 뮤지컬 배우 한지상.
  - 중화인민공화국의 바둑 기사 웨량.
  - 미국의 배우 브래드 렌프로. (~2008년)
- 1983년
  - 대한민국의 전 바둑 기사 홍꽃노을. (~2004년)
  - 대한민국의 희극인 김시우.
  - 러시아의 권투 선수 무라트 흐라체프.
- 1984년
  - 대한민국의 가수 레이디 제인.
  - 대한민국의 피아니스트 임동혁.
  - 대한민국의 배우 문제영.
  - 사우디아라비아의 축구 선수 타이시르 알자심.
- 1985년
  - 대한민국의 배우, 전 가수 박하나.
  - 대한민국의 웹툰 작가 네온비.
  - 대한민국의 축구 선수 이승현.
  - 대한민국의 배구 선수 박철우.
- 1986년
  - 대한민국의 야구 선수 정의윤.
  - 대한민국의 축구 선수 김종수.
  - 대한민국의 축구 선수 김태윤.
  - 브라질의 축구 선수 헐크.
- 1987년
  - 대한민국의 배우 한수아.
  - 이스라엘의 축구 선수 에란 자하비.
  - 이탈리아의 펜싱 선수 루이지 사멜레.
  - 중국의 가수 Alan.
- 1988년
  - 브라질의 축구 선수 파울리뉴.
  - 일본의 성우 마쓰시다 유이.
- 1989년
  - 대한민국의 농구 선수 강아정.
  - 대한민국의 전 기상캐스터 주정경.
- 1990년
  - 대한민국의 아나운서 이향.
  - 가나의 축구 선수 와카소 무바라크.
  - 우루과이의 축구 선수 발레리아 콜만.
  - 대한민국의 기상캐스터 신미림.
- 1991년 - 대한민국의 축구 선수 이재명.
- 1992년
  - 대한민국의 축구 선수 이주형.
  - 일본의 가수 나카마타 시오리.
- 1993년 - 대한민국의 전직 스타크래프트 프로게이머 이신형.
- 1994년 - 러시아의 아이스하키 선수 안드레이 바실렙스키.
- 1995년
  - 대한민국의 배우 최재현.
  - 대한민국의 야구 선수 김민우.
  - 그리스의 테니스 선수 마리아 사카리.
- 1996년 - 대한민국의 레이싱 모델 윤재이.
- 1998년
  - 대한민국의 리그 오브 레전드 프로게이머 도브.
  - 오스트리아의 유도 선수 슈테판 헤기.
- 2000년
  - 대한민국의 배우 성유빈.
  - 대한민국의 야구 선수 문지윤.
  - 중국의 가수 장하오.
  - 대한민국의 축구 선수 이형석.
- 2002년 - 일본의 배우, 아이돌 미치에다 슌스케.
- 2005년 - 미국의 배우 피어스 개그넌.
- 2006년 - 대한민국의 배우 박하준.

## 사망
- 306년 - 서로마 제국의 황제 콘스탄티우스 클로루스. (250년~)
- 1190년 - 예루살렘 왕국의 여왕 시빌. (1160년~)
- 1471년 - 독일의 신비사상가 토마스 아 켐피스. (1380년~)
- 1492년 - 제213대의 교황 교황 인노첸시오 8세. (1432년~)
- 1564년 - 신성 로마 제국의 황제 페르디난트 1세. (1503년~)
- 1794년 - 프랑스의 시인 앙드레 셰니에. (1762년~)
- 1834년 - 영국의 시인 겸 비평가 새뮤얼 테일러 콜리지. (1772년~)
- 1842년 - 프랑스의 의사 도미니크장 라레. (1766년~)
- 1849년 - 조선의 제24대 임금 헌종. (1827년~)
- 1907년 - 러시아의 시인, 작가 바를람 샬라모프. (1907년~)
- 1934년 - 오스트리아의 정치가 엥겔베르트 돌푸스. (1892년~)
- 1973년 - 캐나다의 정치인 루이 생로랑. (1882년~)
- 1974년 - 대한민국의 화가 김환기. (1913년~)
- 1980년 - 러시아의 가수 블라디미르 비소츠키. (1938년~)
- 1986년 - 미국의 영화 감독 빈센트 미넬리. (1903년~)
- 1989년 - 대한민국의 정치인 신윤창. (1926년~)
- 1992년 - 미국의 가수, 배우 앨프리드 드레이크. (1914년~)
- 2003년 - 영국의 영화 감독 존 슐레진저. (1926년~)
- 2008년 - 미국의 컴퓨터 공학자 랜디 포시. (1960년~)
- 2017년 - 대한민국의 교육자, 정치학자, 철학자, 언론인, 보수주의 운동가 한승조. (1930년~)
- 2018년 - 대한민국의 아나운서 정미홍. (1958년~)
- 2019년
  - 튀니지의 제11대 대통령 베지 카이드 에셉시. (1926년~)
  - 오스트리아의 귀족 게오르크 폰 호헨베르크 공작. (1929년~)
- 2020년
  - 대한민국의 음악가 조형곤. (1968년~)
  - 잉글랜드의 음악가 피터 그린. (1946년~)
  - 미국의 영화배우 존 색슨. (1936년~)
- 2022년
  - 북아일랜드의 행정수반 데이비드 트림블. (1944년~)
  - 미국의 영화배우 폴 소비노. (1939년~)
  - 일본의 배우 시마다 요코. (1953년~)
  - 영국의 과학자 제임스 러브록. (1919년~)

## 기념일
- 공화국의 날: 튀니지
- 과나카스테의 날: 코스타리카
- 연방 헌법의 날: 푸에르토리코
- 갈라시아의 날: 스페인 갈리시아 지방

## 같이 보기
- 전날: 7월 24일 다음날: 7월 26일 - 전달: 6월 25일 다음달: 8월 25일
- 음력: 7월 25일
- 모두 보기